# Presidente della Repubblica d'Armenia
Il Presidente della Repubblica di Armenia (in armeno Հայաստանի Հանրապետության նախագահ?) è il capo di Stato e il garante dell'indipendenza e dell'integrità territoriale dell'Armenia eletto per un solo mandato di sette anni dall'Assemblea nazionale armena.

## Poteri del Presiedente della Repubblica d'Armenia
In seguito al referendum costituzionale del 6 dicembre 2015 con cui sono stati approvati alcuni emendamenti alla Costituzione, l'Armenia è diventata una repubblica parlamentare e i poteri del presidente sono stati significativamente ridotti.
In particolare, il capo dello Stato non ha più il diritto di sciogliere l'Assemblea nazionale se non nei casi stabiliti dalla Costituzione ed è chiamato a promulgare le leggi entro 21 giorni dalla loro approvazione parlamentare; su proposta del Primo ministro, può modificare la composizione dell'esecutivo.

### Politica estera
I poteri del Presidente dell'Armenia sulla politica estera sono stati ridotti. Il Presidente della Repubblica nei casi stabiliti dalla legge e su proposta del Governo conclude e ratifica trattati internazionali, nomina e ritira, su suggerimento del Primo ministro, rappresentanti diplomatici in stati esteri e organizzazioni internazionali, accetta lettere di credenziali e revoca dei rappresentanti diplomatici di Stati esteri e organizzazioni internazionali.
Il Presidente della Repubblica, su proposta del Governo della Repubblica d'Armenia, nei casi e nell'ordine stabiliti dalla legge, approva, sospende o ritira la firma da trattati internazionali ledono gli interessi dello Stato.

### Forze armate
Il Presidente della Repubblica, su suggerimento del Primo ministro, nei casi e nei modi prescritti dalla legge, nomina e licenzia il personale di comando supremo delle Forze armate e di altre truppe, e anche, su suggerimento del Primo Ministro, nei casi e nelle procedure prescritte dalla legge, conferisce i massimi gradi militari.
Il Presidente non è più il Comandante Supremo delle Forze Armate dell'Armenia, e in caso di guerra questi poteri vengono conferiti al Capo del Governo della Repubblica d'Armenia.
Il presidente, così come il presidente del parlamento, non fa parte del nuovo Consiglio di sicurezza.

## Lista dei Presidenti della Repubblica d'Armenia
I presidenti dell'Armenia dal 1991 ad oggi sono i seguenti.
| Presidente | Presidente                   | Elezioni   | Mandato         | Mandato         |
| Presidente | Presidente                   | Elezioni   | Inizio          | Fine            |
| ---------- | ---------------------------- | ---------- | --------------- | --------------- |
|            | Lewon Ter-Petrosyan (1945- ) | 1991, 1996 | 16 ottobre 1991 | 3 febbraio 1998 |
|            | Ṙobert K'očaryan (1954- )    | 1998, 2003 | 3 febbraio 1998 | 9 aprile 2008   |
|            | Serž Sargsyan (1954- )       | 2008, 2013 | 9 aprile 2008   | 9 aprile 2018   |
|            | Armen Sarkissian (1953- )    | 2018       | 9 aprile 2018   | 23 gennaio 2022 |
|            | Vahagn Khachaturyan (1959- ) | 2022       | 3 marzo 2022    | -               |